# Aeroportul Strasbourg
Aeroportul Strasbourg (în franceză Aéroport de Strasbourg Entzheim) (IATA: SXB, ICAO: LFST) este un aeroport din Entzheim, Bas-Rhin, Grand Est, Franța metropolitană, Franța ce deservește zona Strasbourg. Aeroportul a fost tranzitat în 2022 de 930.428 de pasageri. A fost deschis în 1935 și numit după zona deservită.
Situat la o altitudine de 154 m, aeroportul dispune de 1 pistă.

## Infrastructură

### Piste
Aeroportul dispune de o singură pistă. Pista 05/23 are suprafața de asfalt și dimensiunile 2.400 m × 45 m. 